# Лоранс Калам
Лоранс Калам је швајцарска позоришна редитељка.

## Награде
- Стеријина награда за режију[1][2]

## Одабрана театрографија
- Професионалац[3]
- Троил и Кресида, 2006[4]